# むらさき真珠
むらさき 真珠（むらさき しんじゅ、1986年11月12日 - ）は、日本のグラビアアイドル、AV女優。
宮城県出身。身長:161cm。スリーサイズ:B90（Fカップ）・W57・H85。趣味:カラオケ、特技:バスケ

## 略歴
2006年4月に『淫らな夢…獣になりたい』でh.m.p専属女優としてAVデビュー。
2006年12月に『B☆Jean』で桃太郎映像出版に移籍しセルデビュー。

## 作品

### アダルトビデオ
2006年
- 淫らな夢…獣になりたい（4月21日、h.m.p）
- 誘惑したら犯してくれるの？（5月21日、h.m.p）
- 乳首責めでエクスタシィー♥（6月21日、h.m.p）
- マニアックな愛撫が好き（7月21日、h.m.p）
- h.m.pローションNOW 4時間（8月10日、ビデオバンク）
- 知らない男にイカされまくり!（8月21日、h.m.p）
- h.m.pヒットアイドルサーチ 美乳で美白な癒し系女優（8月21日、ビデオバンク）
- ナース中出し連続レイプ（9月21日、h.m.p）
- h.m.pヒットアイドルサーチ クールビューティーなAV女優（9月21日、ビデオバンク）
- h.m.pカウントダウン2006[Spica]（10月10日、ビデオバンク）
- Candy240min. むらさき真珠 volume1（10月21日、ビデオバンク）
- Candy240min Volume2
- h.m.p レイプNOW4時間（11月10日、ビデオバンク）
- ザ・やわ乳Bomb!4時間（11月21日、ビデオバンク）
- B☆Jean（12月7日、桃太郎映像出版）

2007年
- Nurse Lady（1月7日、桃太郎映像出版）
- ぬるぬる（2月19日、桃太郎映像出版）
- 女教師レイプ大乱交（3月7日、桃太郎映像出版）
- 初・中出し（4月7日、桃太郎映像出版）
- まだあった！完全撮り下ろし 豪華人気女優大集合（4月19日、桃太郎映像出版）
- N STOP Live ギャングバングスペシャル（5月19日、桃太郎映像出版）
- SPECIAL BODY FILE SPERMIX（6月19日、桃太郎映像出版）
- ブラックパール・クラブ（7月7日、桃太郎映像出版）
- ホテル・パールホワイト（7月19日、桃太郎映像出版）
- ハイパーデジタルモザイクVol.062（8月13日、MOODYZ）
- 高級なお姉さんのどスケベ変態交尾（9月13日、MOODYZ）
- 完全保存真珠スーパーデラックス（10月7日、桃太郎映像出版）※総集編
- 痴漢犯罪7現場（11月13日、MOODYZ）
- 真性中出し（12月13日、MOODYZ）

2008年
- Super Model‘s 乱交 Sex Special（1月13日、MOODYZ）
- 女教師中出し (3月1日、MOODYZ)
- 麻薬捜査官 ヤク漬け膣痙攣 むらさき真珠 X-FILE-16 凌辱の罠 (8月7日、アイエナジー)
- 雌女anthology ＃061 「女の口は嘘をつく。」 (9月5日、アウダーズジャパン)
- HANABI 12 (11月1日、プレステージ)

### ヌードイメージビデオ
- 裸体（2006年7月25日、シャッフル）